# Cumulus castellanus
Un cumulus castellanus (du latin : castellanus : château) est un nuage de type cumulus qui se distingue par les tours se formant à son sommet. Il ne s'agit pas d'un type reconnu par l'Atlas international des nuages, par les services météorologiques nationaux comme Météo-France ou les associations scientifiques comme l’American Meteorological Society et l’Organisation météorologique mondiale qui précisent que seuls les cirrocumulus, altocumulus et stratocumulus peuvent avoir l’espèce castellanus.

## Physique
Tous les nuages de type castellanus indiquent qu'il y a une couche instable à leur niveau mais pas nécessairement sous le nuage. Certains auteurs définissent donc un castellanus comme un nuage engendré par l'émission de chaleur latente lors de l'ascension d'une colonne thermique saturée dans une couche instable en altitude. Dans ces conditions, la notion de cumulus castellanus a un sens. Les tours du cumulus castellanus indiquent ainsi un mouvement vertical convectif à l'intérieur du nuage qui pourrait mener, s'il augmentait, au cumulus bourgeonnant associé avec les averses modérées puis au cumulonimbus générateur d'orages.
Cependant, comme la convection ne vient pas du sol mais du niveau du nuage, l'air sec entourant le nuage est vite entraîné dans les « tours », les asséchant, ce qui mène à la disparition du nuage. C'est pourquoi ce sont les stratocumulus qui sont cités comme ayant le type castellanus à bas niveau puisqu'ils sont plus étendus et donc une source plus importante d'humidité.

## Vol à voile
Pour qu'un thermique soit utilisable, il faut que la colonne ascendante soit présente sous le nuage ; dans ce cas, ce dernier est matérialisé par une base plate. Dans le cas où un cumulus est encore alimenté par une ascendance sous-jacente, à la base du nuage se produit un phénomène d'aspiration (cloud suck) et le nuage a la forme d'un trapèze caractéristique. C'est pourquoi un cumulus castellanus est en général un nuage « en voie de disparition ». La photo ci-contre est un bon exemple d'un cumulus mediocris qui est en voie de disparition, reconnaissable à la tour isolée qui s'est formée.